# آندره دنیس
آندره دنیس (فرانسوی: Andrée Danis‎) تدوین‌گر فیلم فرانسوی بود. او بین سال‌های ۱۹۱۹ و ۱۹۵۲ روی حدود سی فیلم از جمله اتهام به کارگردانی ابل گانس کار کرد.

## گزیده فیلم‌شناسی
- اتهام (۱۹۱۹)
- بچه عقاب (۱۹۳۱)
- مردی از طلا (۱۹۳۴)
- آن‌ها دوازده زن بودند (۱۹۴۰)
- پاریس-نیویورک (۱۹۴۰)
- سوزی عجیب و غریب (۱۹۴۱)
- قولی به یک غریبه (۱۹۴۲)
- فردریکا (۱۹۴۲)
- پس از طوفان (۱۹۴۳)
- اسناد محرمانه (۱۹۴۵)
- خطر مرگ (۱۹۴۷)
- محل قرار در پاریس (۱۹۴۷)
- شری (۱۹۵۰)
- دوستم اسکار (۱۹۵۱)

## کتابشناسی
- Pym, John. Time Out Film Guide. Penguin Books, 2002.